# 호조정 (돗토리현)
호조정(北条町)은 돗토리현 중부에 위치했던 정이며, 도하쿠군에 속했다.

## 역사
- 1954년 6월 1일 - 기타호조촌, 시타호조촌이 합병해 성립하였다.
- 2005년 10월 1일 - 다이에이정과 합병해 호쿠에이정이 성립하였다. 동일 호조정은 폐지되었다.

## 교육
- 호조정립 호조중학교(현 호쿠에이정립 호조중학교)
- 호조정립 호조초등학교(현 호쿠에이정립 호조초등학교)

## 교통

### 철도
- 서일본 여객철도 산인 본선

### 도로
- 국도 9호선 (호조 나들목)
- 국도 제313호선 (일본)(일본어판)